# Wielki Bór (Gomunice)
Wielki Bór – przysiółek wsi Gomunice w Polsce, położony w województwie łódzkim, w powiecie radomszczańskim, w gminie Gomunice.
W latach 1975–1998 przysiółek należał administracyjnie do województwa piotrkowskiego.